# جاده ۷ ایالات متحده آمریکا
جاده ۷ ایالات متحده آمریکا (انگلیسی: U.S. Route 7) یکی از بزرگراه‌های ایالات متحده آمریکا است که به طول ۴۹۶ کیلومتر از نورواک، کنتیکت شروع و در هایگیت اسپرینگز، ورمانت به پایان می‌رسد.

## نگارخانه

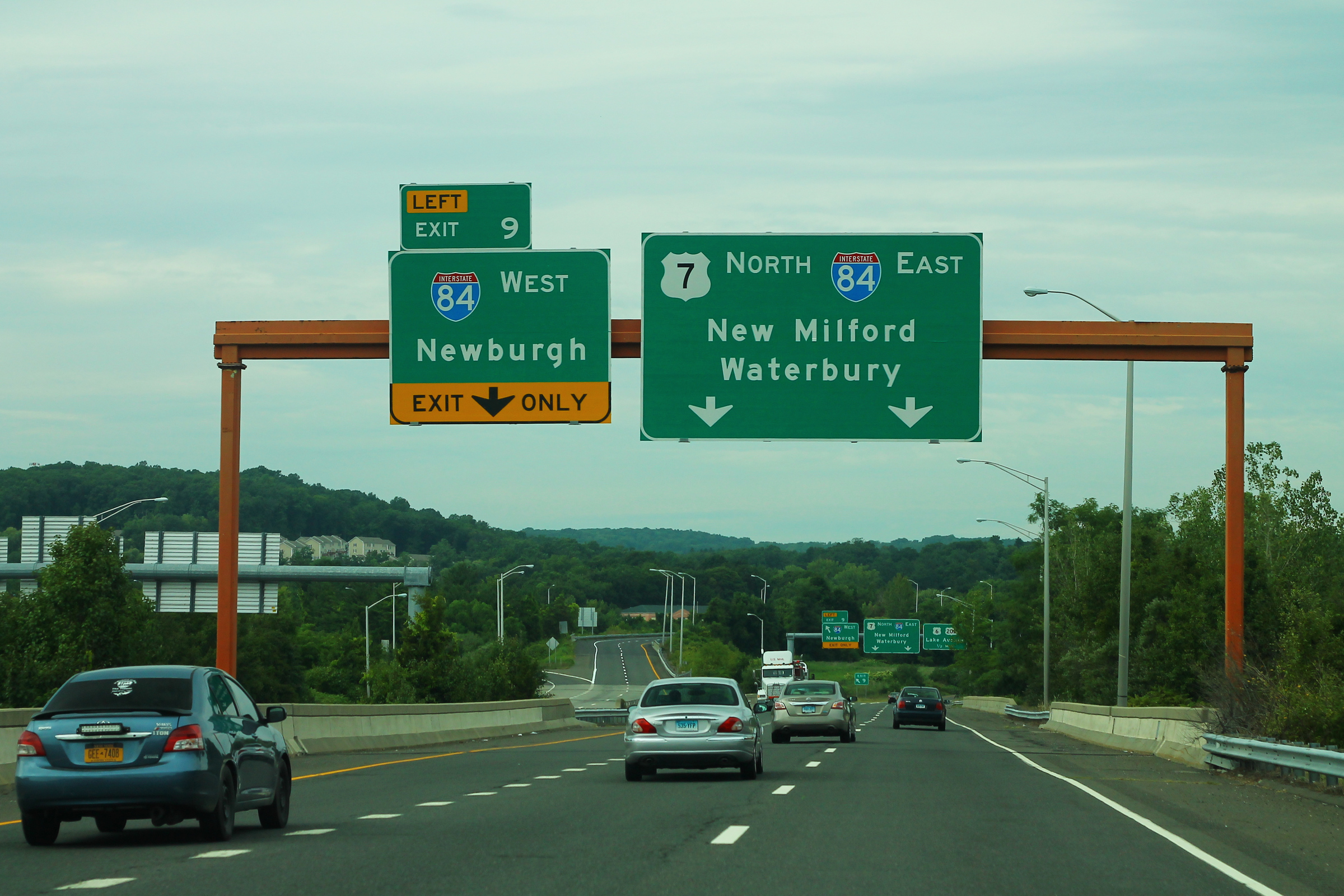
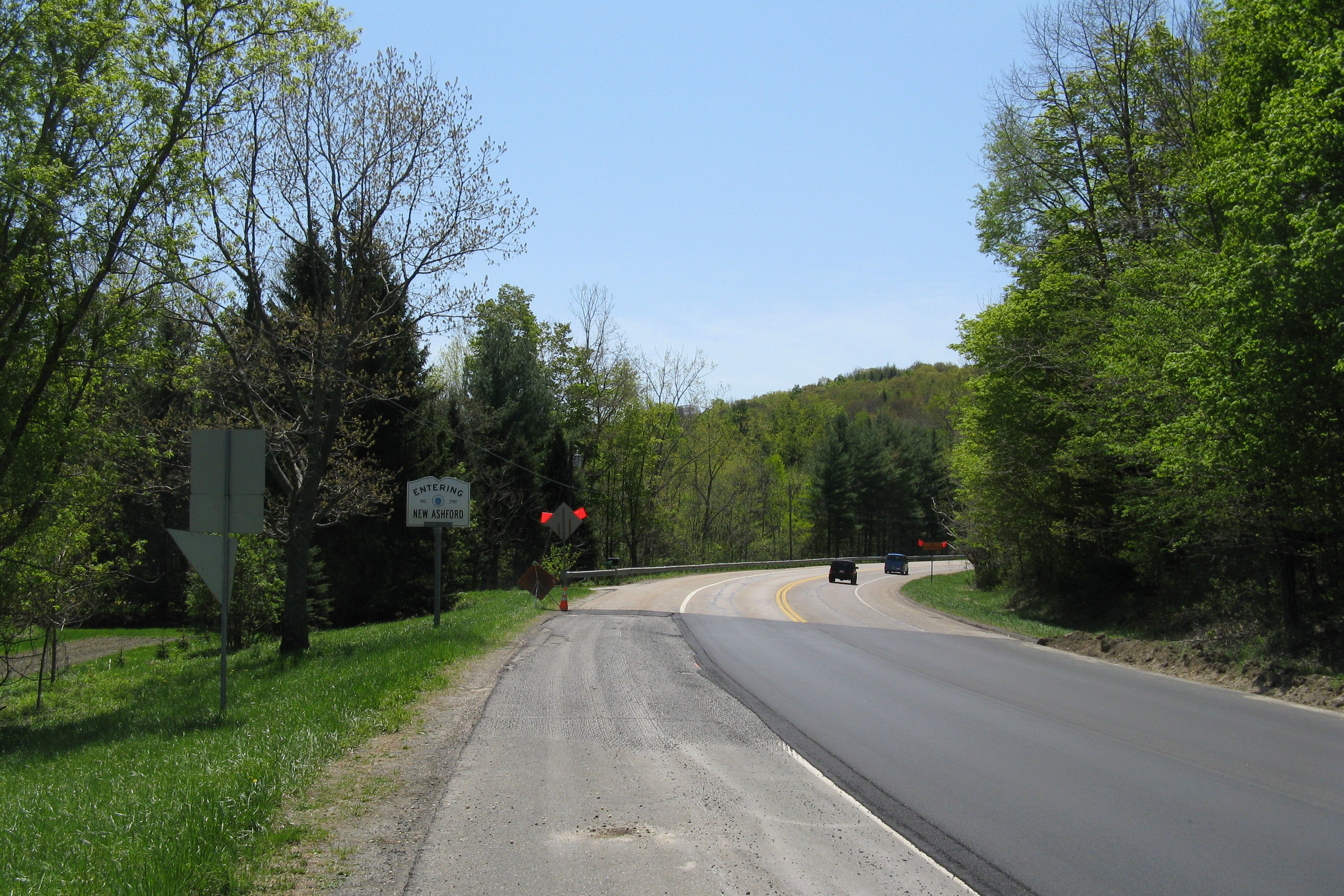
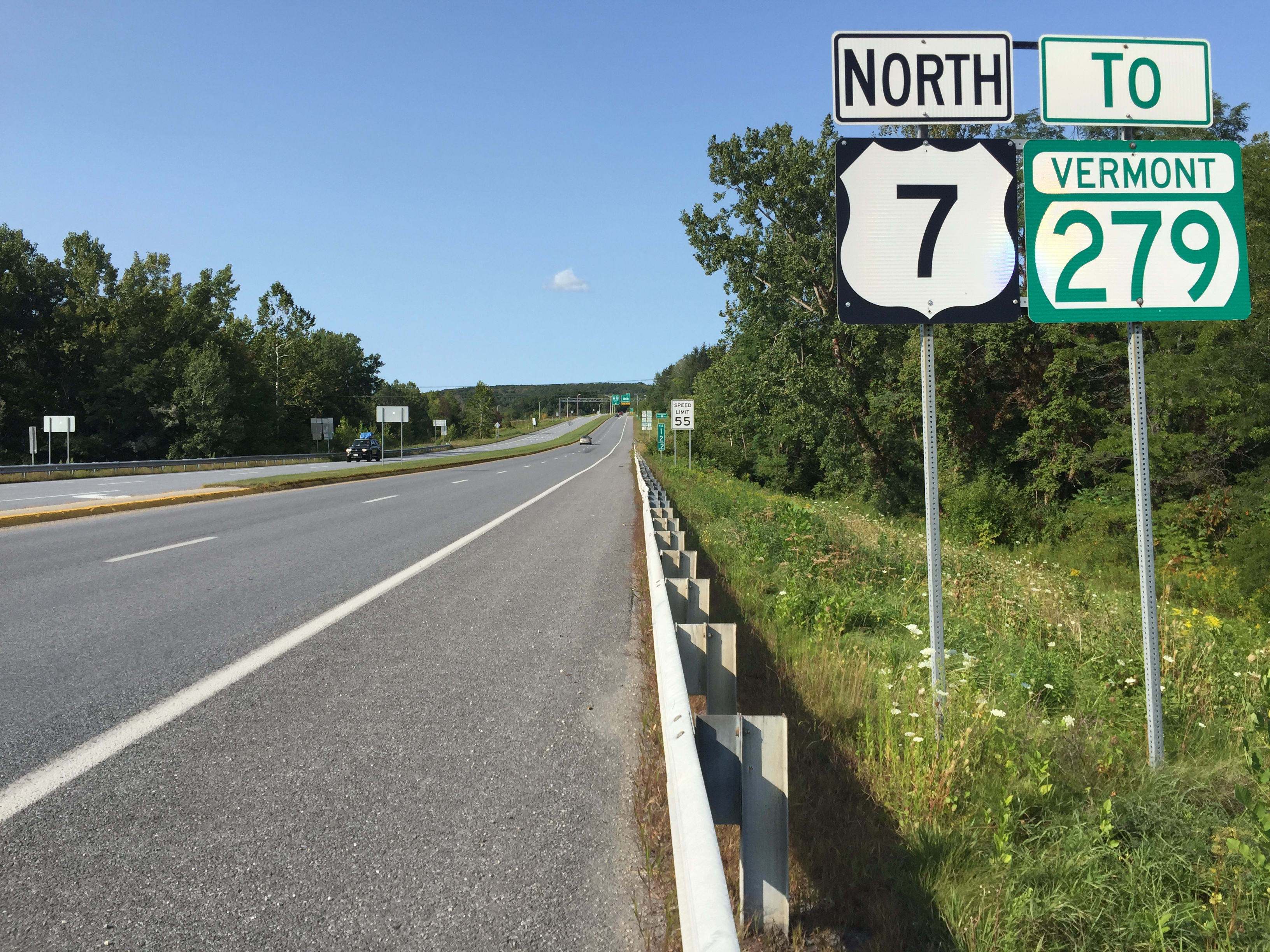